# Turó del Bruguer
El Turó del Bruguer és una muntanya de 529 metres que es troba al municipi de Sant Aniol de Finestres, a la comarca catalana de la Garrotxa.